# Mokszyno (obwód twerski)
Mokszyno (ros. Мокшино) – wieś (dieriewnia) w Rosji, w obwodzie twerskim, w rejonie konakowskim. W 2010 liczyła 2166 mieszkańców.